# Коррехидора
Эстадио Коррехидора (исп. Estadio Corregidora) — стадион, находящийся в городе Сантьяго-де-Керетаро (Мексика). Назван в честь героини войны за независимость Мексики Хосефы Ортис де Домингес («Ла Коррехидора»). Вмещает 34 130 человек и расположен на окраине города Керетаро, в 211 км к северу от столицы Мехико. Объект используется в основном для футбольных матчей. Является домашним стадионом футбольного клуба «Керетаро» и был построен к чемпионату мира 1986 года.
Построен в 1985 году в результате сотрудничества мексиканских и европейских партнёров, считается одним из самых известных стадионов Мексики. Его конструкция позволяет безопасно покинуть трибуны всем зрителям, даже при аншлаге, менее чем за семь минут.
Это один из крупнейших футбольных стадионов Мексики после таких арен как «Ацтека», «Олимпико Университарио», «Асуль» (все в Мехико), «Куаутемок» в Пуэбле, «BBVA Bancomer» в Большом Монтеррее и «Халиско» в Гвадалахаре.
Коррехидора также используется для проведения концертов, в которых принимали участие такие всемирно известные поп-звёзды, как Род Стюарт, Мигель Босе и Шакира.

## История
В 1982 году губернатор штата Керетаро Рафаэль Камачо Гузман выразил желание подарить городу современный футбольный стадион. Вскоре он сообщил, что его строительство станет реальностью, прежде всего потому, что матчи чемпионата мира 1986 года будут проводиться на его поле. Был объявлен конкурс для архитекторов, по итогам которого был выбран проект архитектора Луиса Альфонсо Фернандеса. Строительство началось 17 марта 1983 года и завершилось 31 декабря 1984 года. У сооружения есть сходство со стадионом «Ацтека», так как он состоит из трёх уровней.
Название стадиона также было выбрано в результате конкурса, в котором победили пять человек, среди которых были Хесус Рамирес Орта и Хосе Игнасио Мартинес Лопес, получившие известность. Арена была открыта 5 февраля 1985 года президентом Мексики Мигелем де ла Мадридом перед товарищеским матчем между сборными Мексики и Польши, закончившимся разгромной победой ацтеков со счётом 5:0. Гол открытия забил капитан мексиканцев Томас Бой, великолепно исполнивший пенальти.
Первая официальная игра была сыграна на стадионе между командами «Кобрас де Керетаро» и «Поса Рика» 10 февраля 1985 года в рамках второго дивизиона чемпионата Мексики.
Вместимость стадиона по первоначальному проекту составляла 32 130 зрителей, однако вскоре после открытия его вместимость увеличилась до 34 130 человек. По случаю проведения юношеского чемпионата мира по футболу в 2011 году на стадионе был проведён ряд ремонтных работ, включая установку экрана площадью 38 м², улучшение освещения и расширение вместимости.

### Чемпионат мира по футболу 1986
| Дата         | Матч              | Зрители |
| ------------ | ----------------- | ------- |
| 4 июня 1986  | Уругвай 1-1 ФРГ   | 30 500  |
| 8 июня 1986  | ФРГ 2-1 Шотландия | 30 000  |
| 13 июня 1986 | Дания 2-0 ФРГ     | 36 000  |
| 18 июня 1986 | Дания 1-5 Испания | 38 500  |